# Їжак Єжи (фільм)
Їжак Єжи (пол. Jeż Jerzy) — польський анімаційний фільм 2011 року за мотивами однойменної серії коміксів Рафала Скаржицького та Томаша Лесняка.